# Бустокко и леньянский диалект
Бустокко и леньянский диалект — два схожих диалекта западноломбардского языка, употребляемые в Бусто-Арсицио (провинция Варесе) и Леньяно (провинция Милан).
Они характеризуются лигурским субстратом. В то время, как леньянский диалект ближе к миланскому наречию, бустокко похож на современный лигурский язык. Фактически в нём присутствуют безударный гласный /u/ в конце существительных мужского рода (например, бустокко: gatu, secu, coldu, büceu, candu = леньянским gatt, secch, cald, bicér, quand соответственно) и исчезновение некоторых интервокальных согласных (например, бустокко lauà = леньянскому lavurà). В большинстве диалектов ударный /a/ звучит как смесь /a/ и /o/.